# Hans Brenner
Johann „Hans“ Brenner (* 25. November 1938 in Innsbruck; † 4. September 1998 in München) war ein österreichischer Schauspieler.

## Leben
Brenner lernte an der Schauspielschule Mozarteum in Salzburg. Nach dem Abschluss war er an der Landesbühne Bregenz engagiert, später in Heidelberg, Göttingen, Berlin und Zürich. Mit der Schauspielerin Ruth Drexel gründete er eine eigene Schauspieltruppe. Außerdem war er Mitinitiator der Tiroler Volksschauspiele in Telfs. 1970 erhielt er die Hauptrolle in der Verfilmung der Lebensgeschichte von Mathias Kneißl.

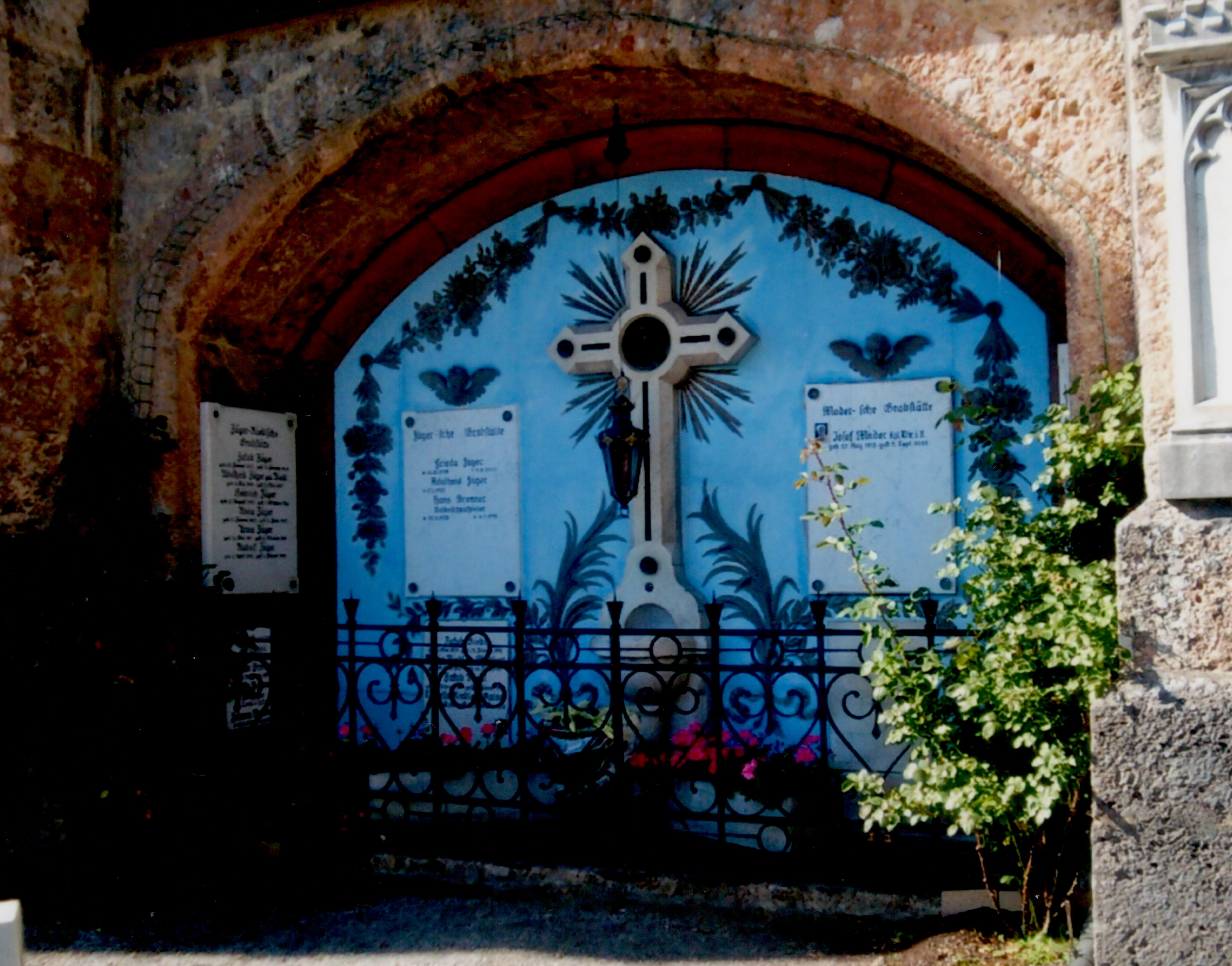
Grabstätte von Hans Brenner

Der Durchbruch gelang Brenner 1975 mit der anspruchsvollen Rolle des Erich E. in dem Film Das Messer im Rücken. In der Folgezeit trat er in zahlreichen bekannten TV-Serien auf, darunter Münchner Geschichten, Meister Eder und sein Pumuckl und Die Hausmeisterin sowie in der Start-Doppelfolge der Krimiserie Der Alte. Oftmals spielte er an der Seite seines Freundes Helmut Fischer und seiner Lebensgefährtin Ruth Drexel.  1983 wurde er an das Volkstheater München engagiert. Von 1984 bis 1994 stellte er die Figur des Pförtners Alois Baierl in der Fernsehglosse Nix für ungut! beim Bayerischen Rundfunk dar.
Ein hohes Ansehen verschaffte sich Brenner mit seiner Darstellung des Arbeitgeberpräsidenten Hanns Martin Schleyer in Heinrich Breloers Doku-Drama Todesspiel von 1997, für die er mehrfach ausgezeichnet wurde. Im Jahr darauf erlag er im Alter von 59 Jahren einem Krebsleiden. Brenner ist auf dem Friedhof St. Nikolaus in seiner Geburtsstadt Innsbruck begraben worden.
Hans Brenner war ab 1964 mit der Schweizer Schauspielerin Susanne Kappeler verheiratet und hatte mit ihr drei Töchter, von denen die älteste, Katharina Brenner (* 1964), und die zweitälteste, Stephanie Brenner (* 1969), ebenfalls Schauspielerinnen sind. Der Schauspieler Moritz Bleibtreu (* 1971) stammt aus Brenners Beziehung mit der Schauspielerin Monica Bleibtreu.
Bis zu seinem Tode am 4. September 1998 lebte Brenner über 25 Jahre mit Ruth Drexel zusammen, aus dieser Beziehung ging seine Tochter Cilli Drexel (* 1975) hervor. Er starb an den Folgen einer Krebserkrankung und ist in Innsbruck beerdigt.
In der Nähe seines Geburtshauses im Innsbrucker Stadtteil Mariahilf-St. Nikolaus wurde 2001 der Hans-Brenner-Platz benannt, ebenso ihm zu Ehren gibt es in Telfs den Hans-Brenner-Weg.

## Auszeichnungen
- 1983 – Ludwig-Thoma-Medaille der Stadt München für seine Theaterrollen in Bertolt Brechts Der kaukasische Kreidekreis und Die Dreigroschenoper
- 1997 – Goldener Gong für seine Darstellung des Hanns Martin Schleyer in Todesspiel
- 1997 – Telestar, Kategorie Schauspieler
- 1998 – Goldene Kamera

## Filmografie

### Filme (Auswahl)
- 1953: Junges Herz voll Liebe
- 1968: Layout
- 1969: Die Revolte
- 1970: Wie eine Träne im Ozean
- 1970: Mathias Kneißl
- 1972: Hochzeit
- 1973: Reigen
- 1973: Die Sachverständigen
- 1974: Eiger
- 1974: Das so genannte Normale; TV-Spiel-Dokumentation von Bernd Dost
- 1975: Das Messer im Rücken
- 1976: Alpensaga, Teil 1 – Liebe im Dorf
- 1977: Alpensaga, Teil 2 – Der Kaiser am Lande
- 1977: Der Hauptdarsteller
- 1978: Messer im Kopf
- 1979: Schluchtenflitzer
- 1979: Augenblicke – 4 Szenen mit Paula Wessely
- 1981: Niemandsland
- 1982: Der starke Stamm
- 1983: Peppermint Frieden
- 1983: Die Spider Murphy Gang
- 1985: Lieber Karl
- 1986: Heilt Hitler!
- 1987: Die Chinesen kommen
- 1988: Starke Zeiten
- 1989: Mix Wix
- 1990: Landläufiger Tod
- 1992: Langer Samstag
- 1995: Drei in fremden Kissen
- 1995: Dicke Freunde
- 1996: Drei in fremden Betten
- 1997: Todesspiel
- 1998: Zwei Kinogesichter

### Fernsehserien
- Der Kommissar
- Sonderdezernat K1
- Eurogang
- Ein Fall für zwei
- Derrick
- Meister Eder und sein Pumuckl
- Café Meineid
- Ein Bayer auf Rügen
- Frauenarzt Dr. Markus Merthin
- 1973: Der Kommissar – Ein Funken in der Kälte
- 1973: Tatort: Ein ganz gewöhnlicher Mord
- 1974: Eiger; Regie: Dieter Wedel
- 1974: Sonderdezernat K1 – Kein Feuer ohne Rauch
- 1974: Münchner Geschichten
- 1975: Der Kommissar – Warum es ein Fehler war, Beckmann zu erschießen
- 1976: Alle Jahre wieder – Die Familie Semmeling; Regie: Dieter Wedel
- 1977: Der Alte – (Folge 1: Die Dienstreise) – Pilotfilm der Serie
- 1977: Tatort: Flieder für Jaczek
- 1977: Polizeiinspektion 1 – Der Zamperlfänger
- 1978: Fast wia im richtigen Leben
- 1978: Ein Mann für alle Fälle
- 1978: Der Alte – (Folge 20: Die Rache)
- 1981: Derrick – Die Stunde der Mörder
- 1981: Ein Fall für zwei – (Folge 5: Der Erbe)
- 1981: Der Alte – (Folge 50: Bis dass der Tod uns scheidet)
- 1983: Die Zeiten ändern sich
- 1983: Monaco Franze – Der ewige Stenz
- 1984: Derrick – Ein Mörder zu wenig
- 1984: Franz Xaver Brunnmayr (3 Folgen)
- 1984: Polizeiinspektion 1 – Kikeriki
- 1985: Ein Fall für zwei – (Folge 32: Sechs Richtige)
- 1985: Geschichten aus der Heimat (Fernsehserie) Folge: Die Platzwunde
- 1986: Der Alte – (Folge 110: Floßfahrt ins Jenseits)
- 1987: Zur Freiheit; Regie: Franz Xaver Bogner
- 1987: Tatort: Pension Tosca oder Die Sterne lügen nicht
- 1987: Derrick – Nachtstreife
- 1987–1992: Die Hausmeisterin
- 1989–1990: Die Arbeitersaga
- 1991: Der Alte – (Folge 159: Liebe und Tod)
- 1993–1994: Peter und Paul
- 1993: Tatort: Alles Palermo
- 1993: Geschichten aus der Heimat
- 1994: Herbert und Schnipsi
- 1994: Tatort: … und die Musi spielt dazu
- 1996–1998: Der Bulle von Tölz
- 1998: Tierarzt Dr. Engel
- 1999: Unser Lehrer Doktor Specht – Staffel 5

## Hörspiele
- 1974: Theo Lingen: Kidnapping – Regie: Heinz Günter Stamm (Hörspiel – BR)